# Baureihe 406
De ICE 3's van de Baureihe 406 zijn achtdelige elektrische treinstellen voor het grensoverschrijdend langeafstandspersonenvervoer van de DB Fernverkehr en de NS International en waren in dienst tussen 2000 en 2025. De treinstellen staan bekend onder de naam ICE 3M (voor: mehrsystemfähig) omdat deze geschikt zijn voor alle vier de stroomsystemen die op het Europese spoorwegnet gebruikt worden. Enkele stellen waren aangepast aan het Franse spoornet en stonden bekend als ICE 3MF. 

## Geschiedenis
De Deutsche Bahn (DB) bestelde in juli 1994 als gevolg van een verdrag uit 1993 voor het langeafstandspersonenvervoer 50 treinstellen van de toenmalige serie ICE 2.2. Ook werden er 13 treinstellen besteld voor het grensoverschrijdend personenvervoer.
In 1995 werd bekend dat de Nederlandse Spoorwegen (NS) voor een bedrag van 210 miljoen D-mark zes treinstellen wilde kopen. Uiteindelijk werden er vier treinstellen gebouwd en afgenomen.
In 2007 zijn zes treinstellen geschikt gemaakt voor het treinverkeer in Frankrijk.
In december 2008 heeft de DB Fernverkehr 15 nieuwe treinstellen van het type ICE 3MF besteld. Het uiterlijk van deze tweede serie als Baureihe 407 verschilt iets van de oorspronkelijke serie. Dit komt omdat de neus van het stel moest worden aangepast om aan de nieuwe TSI-crashtestnormen te voldoen. Ook werd het ontwerp van de assen herzien, zodat de controles die noodzakelijk zijn na het spoorwegongeluk op 9 juli 2008 in Keulen minder omvangrijk zijn.
Op 12 april 2025 reed de BR406 zijn officiële afscheidsrit. Dit vond plaats op verbindingen ICE 13406 (Hannover - Amsterdam) en ICE 25 (Amsterdam - Frankfurt), gereden door de treinstellen  4601 „Europa“ en 4651 „Amsterdam“.

### Ongevallen
- Op 17 augustus 2010 verongelukte de DB 4681 door een botsing op een vuilnisauto bij Frankfurt.
- Op 11 januari 2011 verongelukte de NS 4654 door een zijdelingse botsing met een goederentrein tussen Arnhem en Emmerich.[2] Op 31 december 2011 verkocht NS Hispeed het zwaarbeschadigde treinstel 4654 aan DB Fernverkehr.

Van deze treinstellen werd in de DB Fahrzeuginstandhaltung werkplaats te Krefeld een treinstel gevormd met het nummer DB 4654. Dit treinstel is niet in Frankrijk toegelaten.

### Nummers
Het nummer van Tz 4603 is opgebouwd uit het treinstel 406 x03
De Tz 4601 tot en met 4613 zijn niet meer compleet, hieruit zijn de Tz 4680 tot en met 4685 (niet op volgorde) geselecteerd.

#### DB
406M
Deze Baureihe bestaat nog uit de volgende treinen Tz4601 - 4604, Tz4607, Tz4610 - 4611 en 4654 (ex NS)
- Tz4601: 406 001+406 101+406 201+406 301+406 801+406 701+406 601+406 501
- Tz4613: 406 013+406 113+406 213+406 313+406 813+406 713+406 613+406 513
- Tz4654: 406 054+406 154+406 254+406 354+406 854+406 754+406 654+406 554

406MF
De treinstellen Tz4605, Tz4606, Tz4608, Tz4609, Tz4612 en Tz4613 zijn aangepast voor gebruik in Frankrijk.
- Tz4680: 406 080+406 180+406 280+406 380+406 880+406 780+406 680+406 580
- Tz4682: 406 082+406 182+406 282+406 382+406 882+406 782+406 682+406 582
- Tz4685: 406 085+406 185+406 285+406 385+406 885+406 785+406 685+406 585

#### NS
De NS International (vroeger NS Hispeed) bezitten drie treinstellen (genummerd in de 4650-serie). De Tz4654 werd op 31 december 2011 verkocht aan de DB Fernverkehr.
Het nummer van Tz 4651 is opgebouwd uit het treinstel 406 x51
- Tz4651: 406 051+406 151+406 251+406 351+406 851+406 751+406 651+406 551
- Tz4652: 406 052+406 152+406 252+406 352+406 852+406 752+406 652+406 552
- Tz4653: 406 053+406 153+406 253+406 353+406 853+406 753+406 653+406 553

## Constructie en techniek
Het treinstel is opgebouwd uit een aluminium frame en is uitgerust met luchtvering. Er kunnen tot drie treinstellen gekoppeld worden. Er kan ook gecombineerd worden met treinen van het type 403 en van het type 407. De draaistellen zijn van het type Siemens SF 500.

### Onderhoud
Het onderhoud vindt plaats in de Bahnbetriebswerke (Bw) Frankfurt-Griesheim, München en Dortmund alsmede in kleine werkplaatsen in Keulen en Bazel. In de beginjaren van de dienst op Amsterdam werd ook in Nederland klein onderhoud gedaan. Hiervoor is een compleet nieuwe hal gebouwd op het terrein van de Nedtrain-werkplaats in Leidschendam waar de treinstellen volledig onderdak onderhoud konden krijgen. De manager voor de voertuigen is gevestigd in München. Sinds juni 2007 zijn alle treinen van de Baureihe 406 in Bw Frankfurt-Griesheim ondergebracht. Hierdoor vervallen de periodieke ritten voor onderhoud van/naar München.

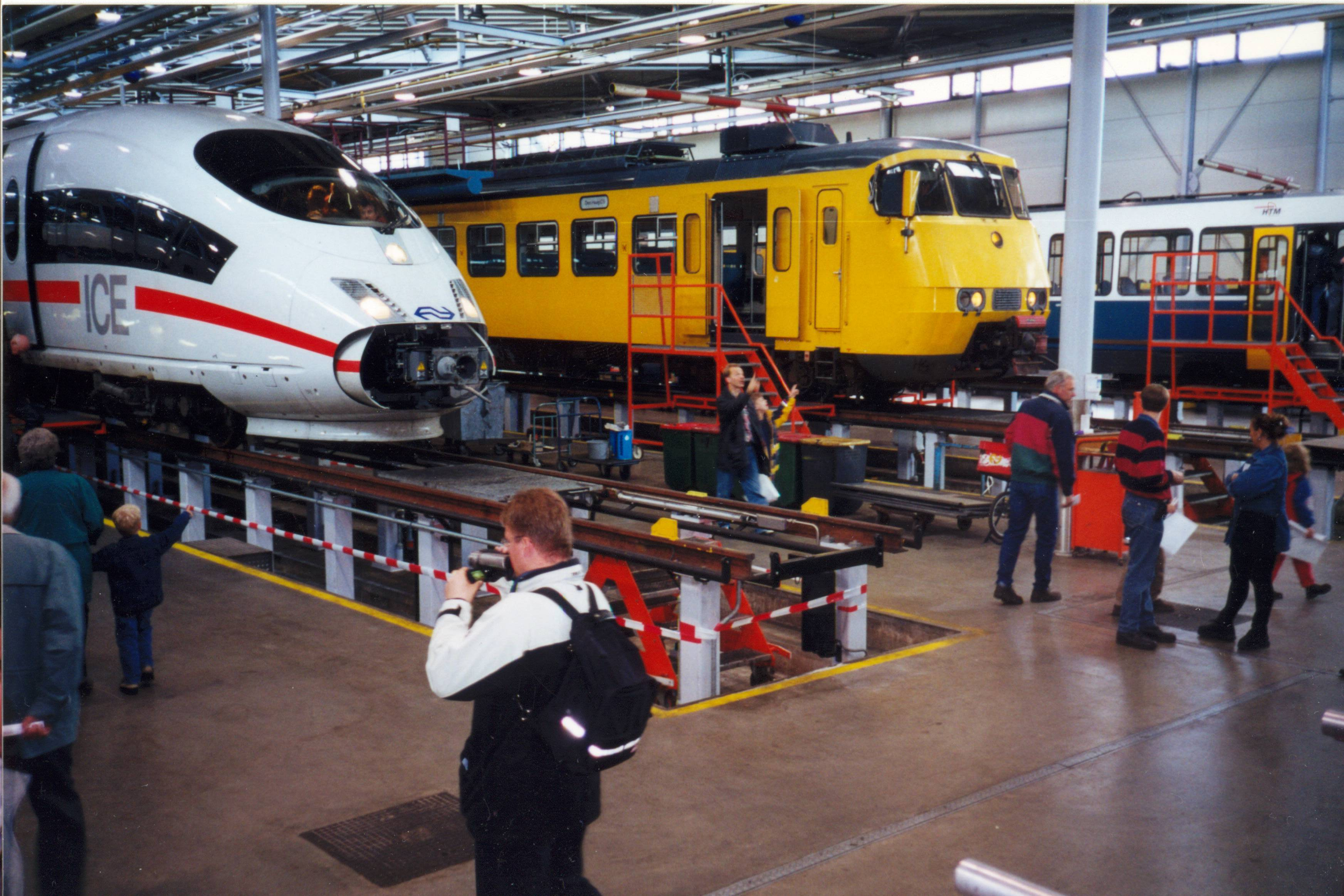
2000: open dag in Onderhoudsbedrijf Leidschendam

### Namen
De DB Fernverkehr heeft de volgende namen op de treinen geplaatst:
- Tz4601: Europa
- Tz4602: Euregio Maas-Rhein
- Tz4603: Mannheim
- Tz4604: Brussel
- Tz4607: Hannover
- Tz4610: Frankfurt am Main
- Tz4611: Düsseldorf
- Tz4680: Würzburg
- Tz4682: Köln
- Tz4683: Limburg an der Lahn
- Tz4684: Forbach - Lorraine
- Tz4685: Schwäbisch Hall

De NS International hebben de volgende namen op de treinen geplaatst:
- Tz4651: Amsterdam
- Tz4652: Arnhem

## Internet
Vanaf 2010 werden enige treinen van het type ICE 3MF en 3M in Duitsland voorzien van internet door middel van een wifiverbinding.

## Treindiensten

### 406M
De treinen van de Baureihe 406M werden tot de zomer van 2024 door Deutsche Bahn en NS International ingezet op de volgende trajecten:
- Amsterdam - Keulen - Frankfurt am Main
- Amsterdam - Keulen - Frankfurt am Main - Mannheim - Freiburg - Basel SBB
- Brussel - Luik - Keulen - Frankfurt am Main

Sinds 10 december 2006 bestond er gedurende een jaar een rechtstreekse ICE-verbinding van Amsterdam via Frankfurt am Main met München.

### 406MF
De treinen van de Baureihe 406MF werden tussen 2007 en 2015 door de Deutsche Bahn (DB) ingezet op het volgende traject:
- Parijs - Frankfurt am Main

Vanaf 1 juni 2015 werden de diensten uitgevoerd door de serie 407.

## Foto's

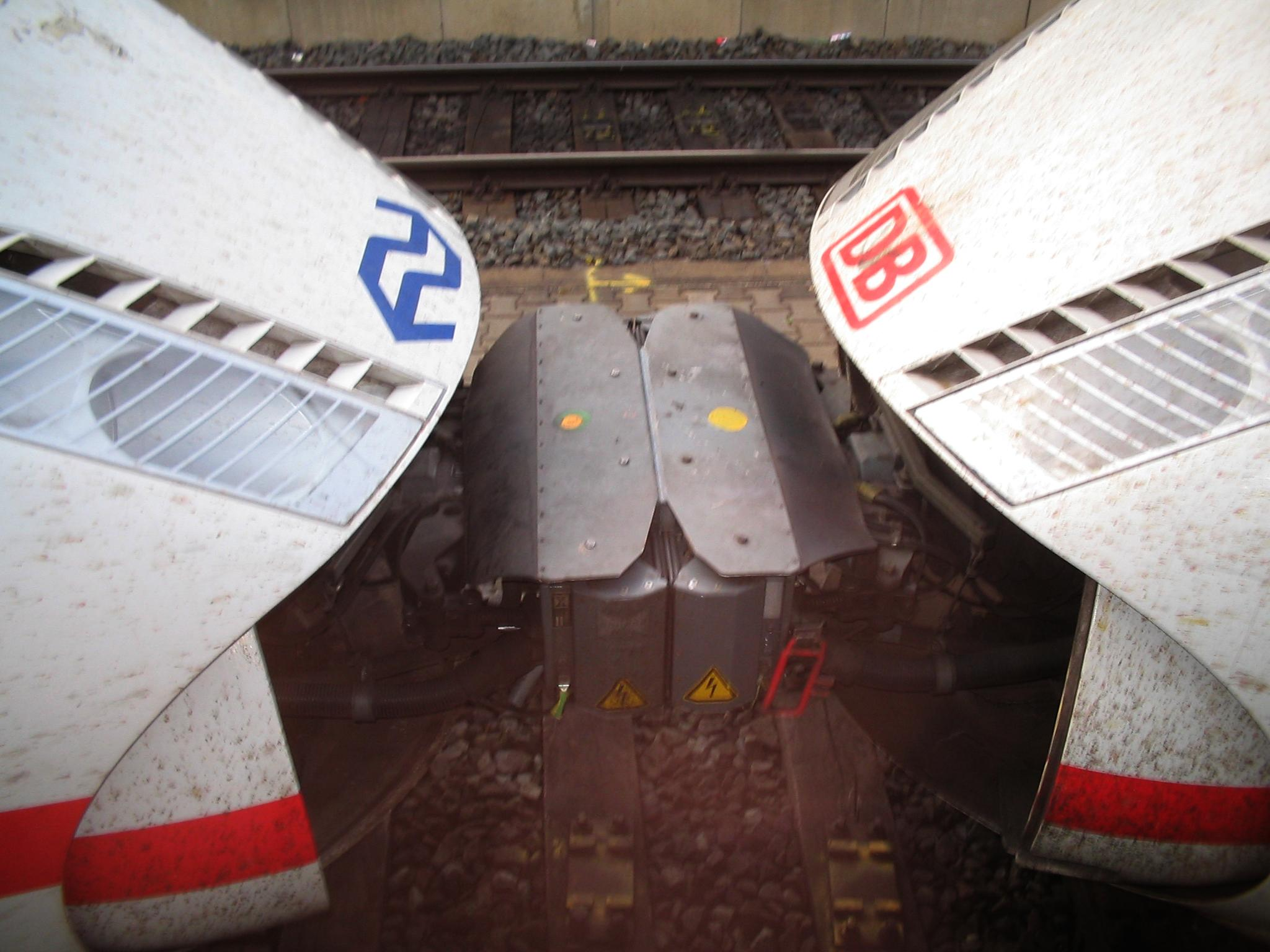
Scharfenbergkoppeling in werking; rechts Duits, links Nederlands
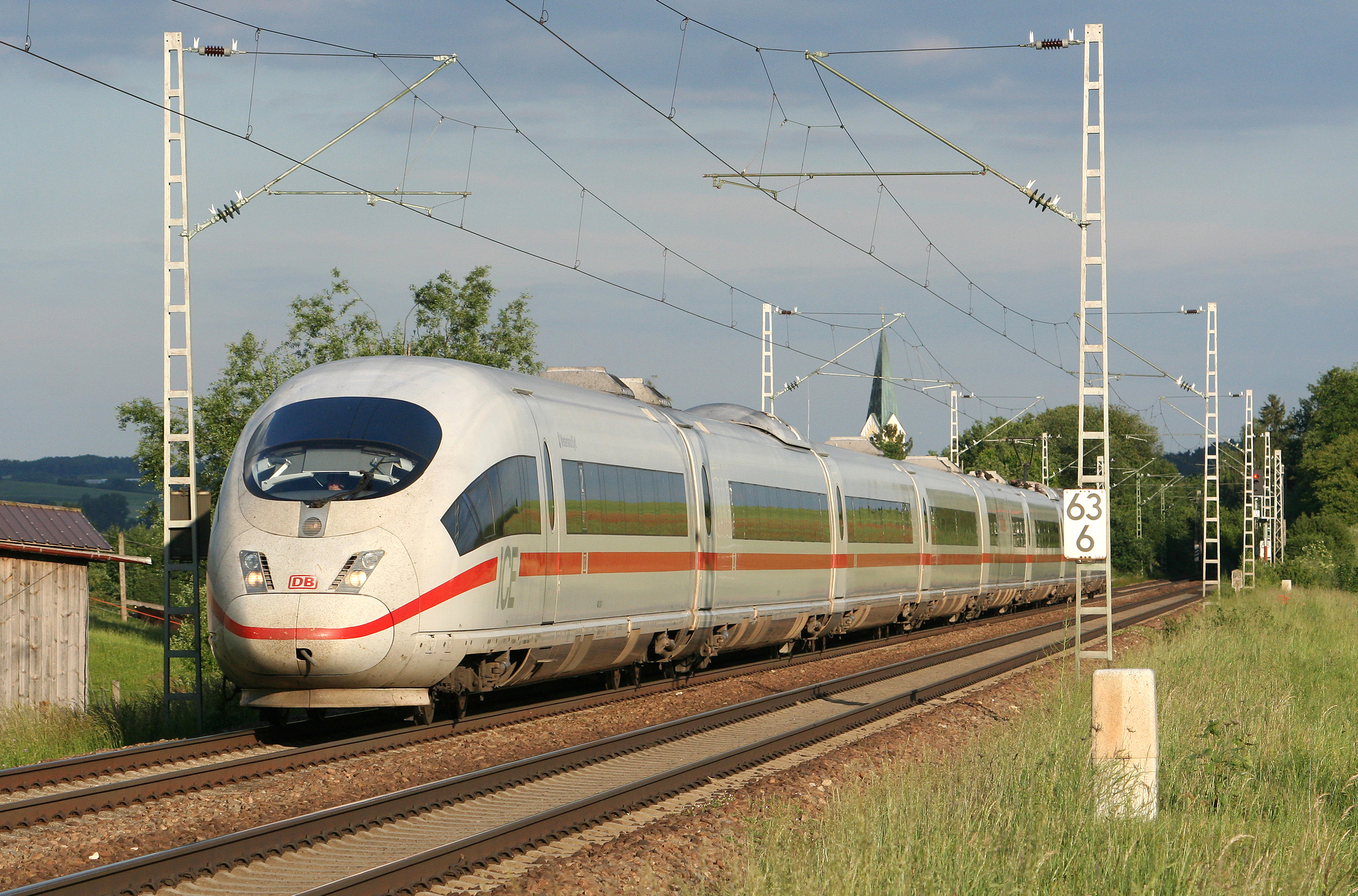
3 mei 2007 bij Fahlenbach op het traject Ingolstadt - München
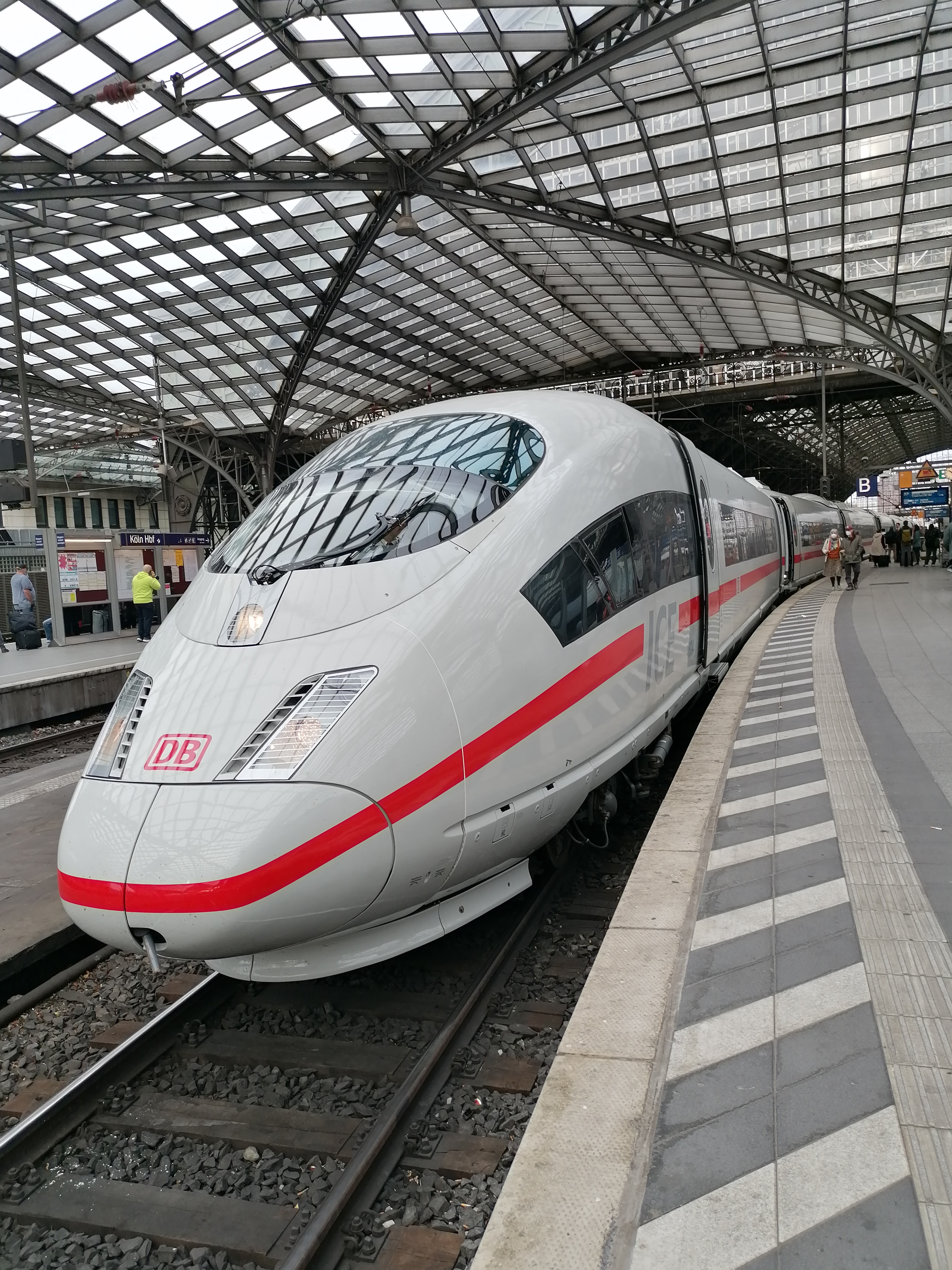
ICE 3 op Köln Hbf richting Frankfurt
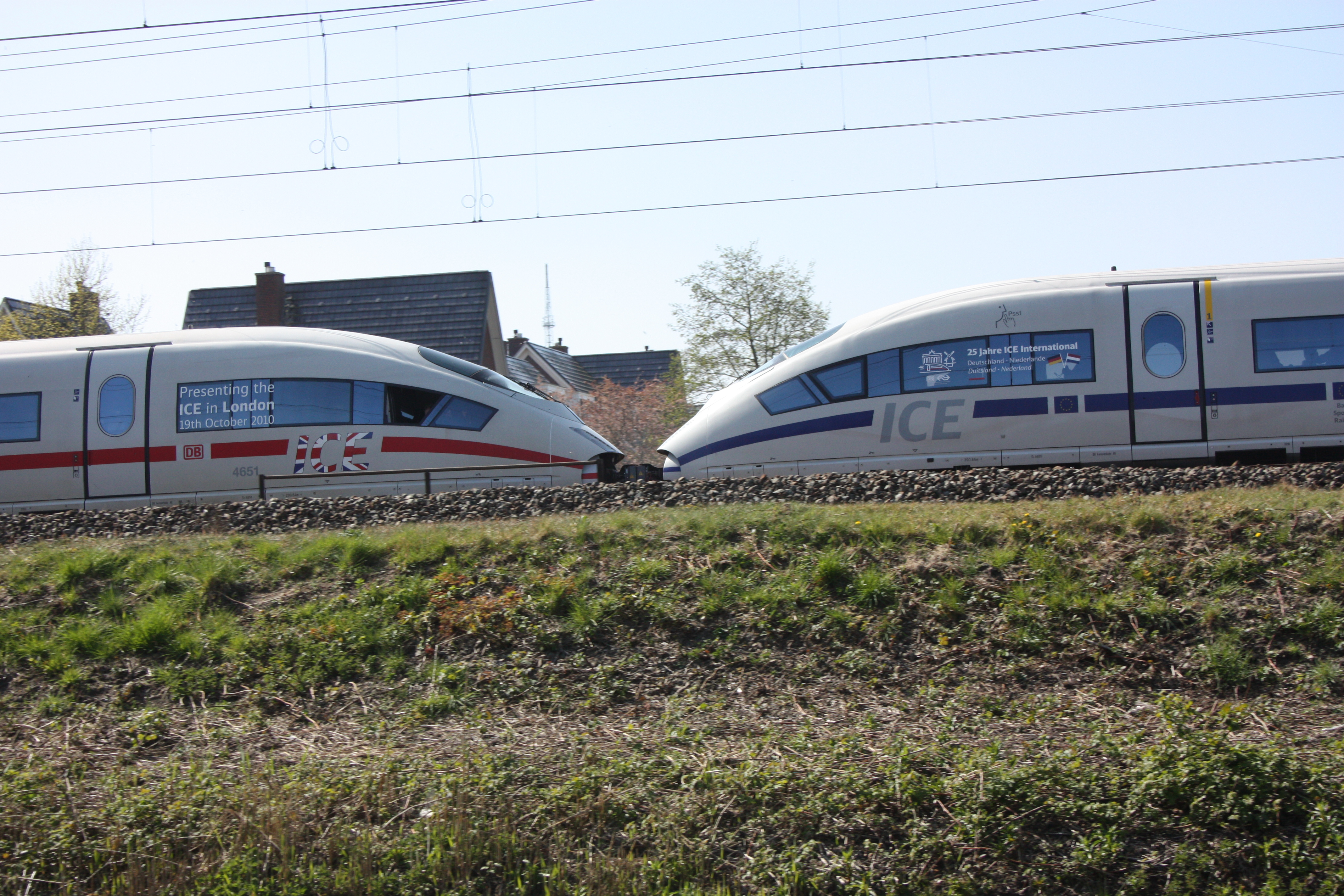
Trein tijdens de afscheidsrit in 2025

In dit overzicht staan eveneens treinen van de Deutsche Bundesbahn (DB) en van de Deutsche Reichsbahn (DR)